# 고의범에 대한 공무원의 퇴직급여 제한 및 환수 사건
고의범에 대한 공무원의 퇴직급여 제한 및 환수 사건은 공무원연금법 제64조 제1항 제1호 등 위헌소원에 대한  중요 대한민국 헌법재판소 판례이다.

## 사실관계
청구인은 공무원으로 유죄판결을 받고 당연퇴직하여 구 공무원연금법에 따라 퇴직연금을 감액하여 받아 오던 중 헌법재판소가 구법조항에 대해 헌법불합치결정을 하자 2009.1.1.에 구법조항의 효력이 상실되었다. 이 후 공무원연금공단은 청구인에게 퇴직연금 전액을 지급하였다.
한편 공무원연금법이 개정되어 청구인의 퇴직연금이 다시 감액되어 지급되고 이미 지급한 퇴직연금액 중 상당액을 환수하는 처분을 하자 청구인은 감액처분 및 환수처분의 취소를 구하는 소송을 제기하였고, 그 소송 계속 중 공무원연금법 제64조 제1항 제1호 부칙 제1조에 대하여 위헌법률심판제청신청을 하였으나 기각되자, 이 사건 헌법소원심판을 청구하였다.

## 관련조문
공무원연금법

## 결론
위헌, 합헌

## 이유
이 사건 부칙조항 역시 청구인들의 재산권을 제한하는 법률이다. 이 사건 부칙조항에 대하여는 헌법 제13조 제2항의 소급입법금지원칙을 위반하여 청구인들의 재산권을 침해하는지 여부만이 문제된다.
소급입법은 개인의 신뢰보호와 법적 안정성을 내용으로 하는 법치국가원리에 의하여 특단의 사정이 없는 한 헌법적으로 허용되지 아니하는 것이 원칙이다. 다만 일반적으로 국민이 소급입법을 예상할 수 있었거나 법적 상태가 불확실하고 혼란스러워 보호할 만한 신뢰이익이 적은 경우와 소급입법에 따른 당사자의 손실이 없거나 아주 경미한 경우 그리고 신뢰보호의 요청에 우선하는 심히 중대한 공익상의 사유가 소급입법을 정당화하는 경우 등에는 예외적으로 허용된다.
재직 중의 사유로 금고 이상의 형을 선고받은 퇴직 공무원들은 2009.1.1.부터 2009.12.31.까지 퇴직연금을 감액 없이 전부 지급받았는데, 이는 전적으로 또는 상당부분 국회가 개선입법을 하지 않은 것에 기인한 것이다. 소급적으로 환수당하지 않을 것에 대한 퇴직공무원의 신뢰이익이 적다고 할 수도 없다. 퇴직공무원들이 환수당하는 금액은 1년간 지급한 퇴직급여의 2분의 1인 점 등을 감안하며, 이 사건 부칙조항으로 인하여 보전되는 공무원연금의 재정규모도 그리 크지 않다.

## 같이 보기
- 소급입법

## 참고 문헌
- 최근 3개년 헌법 판례정리, 윌비스
- 정회철, 중요 헌법재판소 판례 200, 여산, 2012.
- 김유향, 중요헌법판례 250, 윌비스, 2015.